# 有価証券
有価証券（ゆうかしょうけん、英語: security）は、伝統的には財産的価値のある私権を表章する証券で、その権利の発生、移転または行使の全部又は一部が証券によってなされるものをいう。
なお、有価証券（独: Wertpapier）の典型例に手形や小切手があるが、これらの証券は英米法では流通証券（英: negotiable instruments）という概念で扱われる。

## 定義
有価証券の本質は権利の行使（権利の行使に証券が必要であるため移転も必要）にあるか、権利の移転（権利の証券化による流通）にあるかなど有価証券の定義については争いがある。
日本の伝統的な学説では財産的価値のある私権を表章する証券で、その権利の発生、移転または行使の全部又は一部が証券によってなされるものをいうとしている。ただし、伝統的な通説に対しては、権利の発生には証券が必要で移転や行使には不要という有価証券を考えにくく、株券のように権利の発生と証券の作成が一体でない証券があることなどから、権利の移転に証券の引き渡しを要する証券を有価証券とする有力説がある。この有力説に対しても、株券発行会社で現に株券を発行している会社が権利を行使するには、会社に対して株券を呈示する必要があることから、権利の移転及び行使に証券の引き渡しを要する証券を有価証券とする別の有力説がある。
ドイツの通説では権利行使面を重視し、有価証券は権利の主張（行使）に証券の所持を必要とする私権を表章する証券をいうとする。ただし、抗弁の対抗が制限されるものに限定する学説もある。
有価証券は紙に書かれた思想内容の対象そのものが財産的価値を有する私権でなければならず、書家の書のように文化的・学術的・芸術的価値から二次的に財産的価値を生じているものは有価証券とは言えない。
日本銀行券その他の紙幣、収入印紙、郵便切手などの金券は、財産権を表章するというわけではなく、法律上証券自体が特定の価値を有するとされているものであり、これらは有価証券には含まれない。
なお、事実（特に証券になした行為）の書証としての性質を有する証券を証拠証券という。有価証券にも証拠証券性は認められるが、売買契約書や借用証書など多くの証拠証券は財産的に価値のある権利を内容としているものの、それを持っていても権利者であるという法律上の推定を受けるわけでなく、それがなくても他の証拠方法で立証できれば権利を行使できる。これらは契約上の権利の移転と証券の移転が結びついていない証拠証券であり有価証券とは区別される。
また、証券の形式的資格をもつ所持人を権利者として弁済すれば義務者は責任を免れる証券を免責証券という。有価証券にも免責証券性があるが、クロークの預かり証のように他の免責証券では証券の所持人を権利者とする法律上の推定を受けることはなくこれらも有価証券には含まれない。

## 有価証券の性質と分類

### 有価証券の性質

#### 証拠証券
証拠証券とは事実（特に証券になした行為）の書証としての性質を有する証券をいう。すべての有価証券には証拠証券性がある。

#### 要式証券
要式証券とは法律によって一定の記載事項を記載することが要求されている証券をいう。株券や社債券、為替手形、小切手などが要式証券である。

#### 文言証券
文言証券とは証券の表章する権利の内容が証券に記載されている文言のみによって定まり、他の立証方法では変更・補充できない証券をいう。手形や小切手などが文言証券である。

#### 設権証券
設権証券とは権利の発生には証券の作成が要件となっている証券をいう。手形や小切手などは設権証券であるが、株券や貨物引換証は既存の法律関係を証券に記載したもので設権証券ではない。

#### 呈示証券
呈示証券とは証券の表章する権利の行使に証券の呈示が要件となっている証券をいう。

#### 受戻証券
受戻証券とは証券と引換えでなければ目的物の給付を要しない証券をいう。倉荷証券などが受戻証券である。呈示証券の多くは受戻証券であるが、数回の給付が予定されている証券では呈示証券性はあるが最後の給付までは受戻証券性はない。

#### 免責証券
免責証券とは形式的資格をもつ所持人を権利者として弁済すれば義務者は責任を免れる証券をいう。

#### 引渡証券
引渡証券とは証券の引渡しが物品の引渡しと法律上同一の効力（物権的効力）をもつ証券をいう。貨物引換証、倉庫証券、船荷証券などが引渡証券である。

### 有価証券の分類

#### 表章する権利の種類による分類
有価証券は、表章する権利の種類に応じて、上述のとおり、債権証券（債権のみを表章するもの）、物権証券（債権及び当該債権を担保する担保物権を表章するもの）及び社員証券（社員権を表章するもの）があるとされる。いずれにも分類されないものとして、受益証券（信託受益権を表章するもの）がある。

#### 表章する権利の内容による分類
有価証券は、表章する権利の内容に応じて、資本証券（投資証券。債券・株券など資金調達・投資の手段として用いられるもの。UCC上の投資証券（investment securities）に対応）、金銭証券（貨幣証券。手形・小切手のように一定の金銭債権を表章して決済や送金の手段として用いられるもの。UCC上の流通証券（negotiable instruments）に対応）、物品証券（物財証券。貨物引換証、倉庫証券、商品券のように物品引渡請求権を表章するもの。UCC上の権原証券（documents of title）に対応）という分類もなされる。ただし、このほかにも、労務の提供を受ける債券を表章するものとして、乗車券、観覧券、テレホンカードなどの有価証券がある。

#### 権利者の指定方式による分類
有価証券は権利者の指定方式に応じて、記名証券（記名により指定。記名式小切手や記名式社債券など）、指図証券（記名及び裏書により指定。約束手形、為替手形、指図式小切手など）、無記名証券（所持により指定。無記名社債券、持参人払式小切手など）及び選択無記名証券（記名又は所持により指定。選択持参人払式小切手など）に分類される。

## 歴史

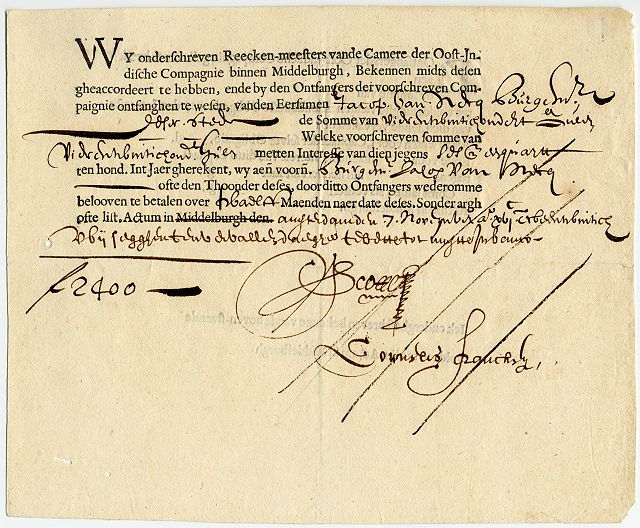
1622年、アムステルダムで作成された有価証券

- 1873年サウスカロライナ州で作られたもの
- 1969年のアメリカで作られたもの

### 国際法における有価証券の歴史
手形法・小切手法は商人の慣習法として成立したが、17世紀に近代的統一国家が出現すると各国で手形法・小切手法が制定されるようになった。
このような各国法の違いは国際的に流通する手形や小切手の取引の障害となるため、19世紀後半には統一化が試みられるようになった。オランダ政府の呼びかけで1910年と1912年に手形法統一会議を招集し、為替手形及び約束手形の統一に関する条約が成立した。
さらに1930年にはジュネーブで手形法統一のための国際会議が開催され、1.為替手形及び約束手形に関し統一法を制定する条約並びに第一及び第二付属書、2.為替手形及び約束手形に関し法律のある抵触を解決するための条約、3.為替手形及び約束手形についての印紙法に関する条約の3条約が成立した。1931年には小切手についても手形に関する3条約に対応する条約が締結され、1934年1月1日に発効した。
大陸法系の国々ではジュネーブ統一法による統一が図られたが、イギリスは印紙法に関する条約のみの批准にとどまり、アメリカもオブザーバー資格での参加にとどまった。そのため大陸法系と英米法系の立法例が存在することになったが、有価証券のうち特に手形については国際商取引の決済手段として重要な役割を果たすようになったため、1971年の国連国際商取引法委員会で統一規則を作成することが決定された。そして1988年12月9日の国連総会で国際為替手形及び国際約束手形に関する条約が採択された。

### 英米法における流通証券の歴史
英米法における流通証券とは、証券の交付または譲受人の裏書を伴う証券の交付により法律上の権原が譲渡され得るもので、譲受人が善意で対価を支払って取得した限り譲渡人に対する抗弁の対抗を受けることなく証券の所有権及び証券が表章している権利が譲受人に移転する証券をいう。
ドイツ法とは異なり英米法では手形要件が厳格でなく、分割払手形を認め、手形の善意取得に消極的である。

#### イギリス
イギリスでは判例法や慣習法を整理して1882年に手形法（Bills of exchange Act）が制定され現行法となっている。

#### アメリカ合衆国
アメリカでは1896年に統一流通証券法（Uniform Negotiable Instruments Law）が制定された。法改正により1952年の統一商法典では第3章「商業証券」で規制され、1990年の同法の改正で第3章「流通証券」となった。

## 日本法における有価証券
日本法における有価証券については民法と商法に個々に規定があったが、改正前民法は有価証券法理と抵触する点も多く、厳密には有価証券の規定ではなく債権の譲渡・行使と証書の存在とが密接に関連している債権についての規定と解されていた。これらが2017年に成立した改正民法により民法第3編第7節の「有価証券」にまとめられ有価証券の一般的な規律として整備された。
なお、手形法及び小切手法は民法の特別法にあたるため手形や小切手にはこれらの特別法が優先して適用される。
このほか、金融商品取引法（旧:証券取引法）、刑法、民事訴訟法、民事執行法、法人税法などにおいてそれぞれ当該法律の目的によって異なる意義で用いられている。特に、金融商品取引法（旧:証券取引法）においては後述のように特別な定義がなされている。

### 私法上の有価証券
- 債権証券
  - 為替手形（手形法）
  - 約束手形（手形法）
  - 小切手（小切手法）
  - 貨物引換証（商法571条）
  - 預り証券（商法598条）
  - 倉荷証券（商法627条）
  - 船荷証券（商法767条）
  - 債券
    - 国債証券
    - 地方債証券
    - 社債券（会社法676条6号）
    - 相互会社の社債券（保険業法）
    - 投資法人債券（投信法）
    - 特定社債券（資産流動化法）
    - 農林債の債券（農林中央金庫法）、全国連合会債の債券（信用金庫法）、国立病院機構債券（独立行政法人国立病院機構法）、日本原子力研究開発機構債券（独立行政法人日本原子力研究開発機構法）、放送債券（放送法）、社会医療法人債券（医療法）、私学振興債券（日本私立学校振興・共済事業団法）、沖縄振興開発金融公庫債券（沖縄開発金融公庫法）、預金保険機構債の債券（預金保険法）、銀行等保有株式取得機構債の債券（銀行株式保有制限法）など
    - 学校債券（民法86条3項、最判 昭和44年6月24日民集第23巻7号1143頁）

  - 商品券
  - 図書券
- 物権証券
  - 質入証券（商法598条）
  - 抵当証券（抵当証券法）
- 社員証券
  - 株券（会社法214条）
  - 新株予約権証券（会社法288条）
  - 投資証券（投信法）
  - 特定目的会社の優先出資証券（資産流動化法）
  - 特定目的会社の新優先出資引受権証券（資産流動化法）
  - 協同組織金融機関の優先出資証券（協同組織金融機関の優先出資に関する法律）
  - 日本銀行、独立行政法人新エネルギー・産業技術総合開発機構、独立行政法人日本原子力研究開発機構、独立行政法人科学技術振興機構、独立行政法人理化学研究所、独立行政法人宇宙航空研究開発機構などの発行する出資証券
- 受益証券
  - 受益証券発行信託の受益証券（信託法）
  - 貸付信託の受益証券（貸付信託法）
  - 投資信託の受益証券（投信法）
  - 特定目的信託の受益証券（資産流動化法）

### 金融商品取引法上の有価証券
金融商品取引法上（以下金商法という）の有価証券は、同法2条1項及び2項に規定されており、第一項有価証券と第二項有価証券に分類される。旧証券取引法は米国の証券法及び証券取引所法を参考として立法されたものであり、米国法におけるsecuritiesに相当する。もっとも、米国とは違って、定義上、商法上の有価証券を出発点としている点や、明確化のため限定列挙とされているのが特徴である。私法上の有価証券やそれに類する証券又は証書をまずは有価証券と定義し、券面の発行されない権利についても有価証券とみなすという体裁を採っている点については、あまりに不自然であるなどの批判がある。

#### 第一項有価証券
第一項有価証券とは、金商法2条1項に掲げられる有価証券又は同条2項の規定により有価証券とみなされる有価証券表示権利若しくは特定電子記録債権をいう（金商法2条3項）。

##### 金商法2条1項に掲げられる有価証券
まず、金商法2条1項には、同項各号に掲げられた、券面の発行され比較的流通性の高い伝統的な有価証券（基本的には私法上の有価証券である）が同法における有価証券である旨規定されている。具体的には以下のとおり。
1. 国債証券
2. 地方債証券
3. 特別の法律により法人の発行する債券（金融債の債券、独立行政法人国立病院機構債券、日本原子力研究開発機構債券、放送債券、社会医療法人債、私学振興債券、沖縄振興開発金融公庫債券、預金保険機構債の債券、銀行等保有株式取得機構債の債券など）
4. 特定目的会社の特定社債券
5. 社債券（相互会社の社債券を含む）
6. 特別の法律により設立された法人（特殊法人、認可法人または独立行政法人）の発行する出資証券（7、8及び11に掲げるものを除く）
7. 協同組織金融機関の優先出資証券
8. 特定目的会社の優先出資証券・新優先出資引受権証券
9. 株券・新株予約権証券
10. 投資信託・外国投資信託の受益証券
11. 投資証券・投資法人債券・外国投資証券
12. 貸付信託の受益証券
13. 特定目的信託の受益証券
14. 受益証券発行信託の受益証券（JDRなど）
15. コマーシャル・ペーパー
16. 抵当証券
17. 外国又は外国の者の発行する証券又は証書で1から9まで又は12から16までに掲げる証券又は証書の性質を有するもの（18に掲げるものを除く。外国国債証券、外国社債券、外国株券、外国新株予約権証券など）
18. 外国の者の発行する証券又は証書で銀行業を営む者その他の金銭の貸付けを業として行う者の貸付債権を信託する信託の受益権又はこれに類する権利を表示するもの
19. カバード・ワラント
20. 前各号に掲げる証券又は証書の預託を受けた者が当該証券又は証書の発行された国以外の国において発行する証券又は証書で、当該預託を受けた証券又は証書に係る権利を表示するもの（いわゆる預託証券。ADR、EDR、GDRなど。）
21. 以上に掲げるもののほか、流通性その他の事情を勘案し、公益又は投資者の保護を確保することが必要と認められるものとして政令で定める証券又は証書（外国法人発行の譲渡性預金（払戻しについて期限の定めがある預金で、指名債権でないもの。）の預金証書、及び指名債権でない学校債券）

なお、医療機関債に係る「債券」は（金銭消費貸借契約の）証拠証券と解されているため、上記のいずれにも含まれない。

##### 金商法2条2項の規定により有価証券とみなされる有価証券表示権利
金商法2条2項柱書では上記の有価証券のうち、
- 上記1から15までに掲げる有価証券、上記17に掲げる有価証券（16に掲げる有価証券の性質を有するものを除く）及び上記18に掲げる有価証券
- 上記16に掲げる有価証券、上記17に掲げる有価証券（上記16に掲げる有価証券の性質を有するものに限る）及び上記19から21までに掲げる有価証券であって内閣府令（現在は空振り）で定めるもの

に表示されるべき権利（有価証券表示権利）は、有価証券表示権利について当該権利を表示する当該有価証券が発行されていない場合においても、当該権利を当該有価証券とみなすものとされている。
例えば、株式で株券の発行されていないものは株券とみなされ、社債で社債券の発行されていないものは社債券とみなされ、受益証券発行信託の受益権で受益証券の発行されていないものは受益証券とみなされる。現在では、有価証券のペーパーレス化の進展により、実際に流通している第一項有価証券のほとんどは金商法2条2項により有価証券とみなされる有価証券表示権利である。

##### 金商法2条2項の規定により有価証券とみなされる特定電子記録債権
さらに、金商法2条2項柱書では、電子記録債権のうち、流通性その他の事情を勘案し、社債券その他の1項各号に掲げる有価証券とみなすことが必要と認められるものとして政令（現在は空振り）で定めるもの（特定電子記録債権）は、当該電子記録債権を当該有価証券とみなすものとされている。

#### 第二項有価証券
第二項有価証券とは、金商法2条2項の規定により有価証券とみなされる同項各号に掲げる権利をいう（金商法2条3項）。金商法2条2項柱書においては、同項各号に掲げられた、新たに設けられた類型の流通性の低いものが有価証券とみなされている。具体的には以下の通り。
1. 信託受益権（第一項有価証券に該当するものを除く）
2. 外国の者に対する権利で信託受益権の性質を有するもの（第一項有価証券に該当するものを除く）
3. その社員のすべてが株式会社若しくは合同会社のいずれかに該当する合名会社の社員権、その無限責任社員のすべてが株式会社若しくは合同会社のいずれかに該当する合資会社の社員権、又は合同会社の社員権
4. 外国法人の社員権で3.に掲げる権利の性質を有するもの
5. 集団投資スキーム持分（任意組合や匿名組合、投資事業有限責任組合などを利用した投資ファンドの持分など）
6. 外国集団投資スキーム持分（ケイマン籍リミテッド・パートナーシップを利用した投資ファンドの持分など）
7. 特定電子記録債権及び以上に掲げるもののほか、金商法2条1項に規定する有価証券及び以上に掲げる権利と同様の経済的性質を有することその他の事情を勘案し、有価証券とみなすことにより公益又は投資者の保護を確保することが必要かつ適当と認められるものとして政令で定める権利（貸付債権形態の学校債）

#### 有価証券に関する規制
金融商品取引法を参照。

### 刑法上の有価証券
刑法においては、有価証券偽造等の罪が定められており、有価証券の偽造・変造やその行使などが処罰の対象とされている。
しかしながら、有価証券の意義については、条文上、「公債証書、官庁の証券、会社の株券」が例示されているに過ぎず、明文の定義はない。したがって、規定の趣旨に従って解釈がなされている。
判例によると、「財産上の権利が証券に表示され、その表示された権利の行使につきその証券の占有を必要とするもの」とされる（大判明治42・3・16刑録15輯261頁、最判昭和32・7・25刑集11巻7号2037頁、最決平成3・4・5刑集45巻4号171頁など）。また、日本国内で発行され、又は日本国内で流通するものに限られる（大判大正3・11・14刑録20輯2111頁）。私法上の有価証券とは異なって流通性は要求されない（前掲最判昭和32・7・25）。具体的には、乗車券（普通、定期）、劇場の入場券、商品券、クーポン、タクシーチケット、宝くじ、競輪の車券、競馬の勝馬投票券などが含まれるとされる。
テレホンカードを含むプリペイドカードのように電磁的記録によるものが有価証券であるかについては事件ごとに判決が異なり、争いがあったが、最終的に示された判例ではテレホンカードについてこれを肯定し、有価証券偽造等の罪の対象となることを肯定した。その後2001年（平成13年）の刑法改正により支払用カード電磁的記録に関する罪が新設されたため、現在は、本罪によって処罰されることとなる。
この他には握手会整理券が「ネットオークションで売買の対象とされている事から財産価値は明らかで有価証券と認められる」とした判例がある（東京地裁 2010年（平成22年）8月25日）。
なお、刑法上の有価証券に該当しないものとしては、預貯金通帳や無記名定期預金証書やゴルフクラブ入会保証金預託証書（いずれも証拠証券にすぎない。私文書偽造による処罰の対象）、下足札や手荷物預り証（いずれも免責証券にすぎない。私文書偽造等による処罰の対象）、印紙や郵便切手（いずれも金券。ただし、印紙犯罪処罰法や郵便法による処罰の対象）などがある。

### 法人税法上の有価証券
法人税法においては、以下のものが有価証券とされている（法人税法2条21号、法人税法施行令11条、法人税法施行規則8条の2の3）。ただし、自己が有する自己の株式又は出資及びデリバティブ取引（法人税法61条の5第1項）に係るものは除かれる。
- （金融商品取引法上の）第一項有価証券
- 譲渡性預金の預金証書（外国法人が発行するものを除く）をもって表示される金銭債権
- 合名会社、合資会社又は合同会社の社員の持分、協同組合等の組合員又は会員の持分その他法人の出資者の持分
- 株主又は投資法人の投資主となる権利、協同組織金融機関の優先出資者となる権利、特定目的会社の特定社員又は優先出資社員となる権利その他法人の出資者となる権利

### 民事訴訟法上の有価証券
民事訴訟法においては、訴訟費用の担保のため、金銭又は有価証券の提供が求められることがある（民事訴訟法75条、76条）。ここでいう有価証券には、私法上の有価証券のほか、振替債が含まれる。
振替債とは、次の権利のうち、振替機関が取り扱うものをいう（振替法278条1項）。
- 社債（新株予約権付社債を除く）
- 国債
- 地方債
- 投資法人債
- 相互会社の社債
- 特定社債（転換特定社債及び新優先出資引受権付特定社債を除く）
- 特別の法律により法人の発行する債券（農林債の債券、独立行政法人国立病院機構債券、日本原子力研究開発機構債券、放送債券、社会医療法人債券、私学振興債券、沖縄振興開発金融公庫債券、預金保険機構債の債券、銀行等保有株式取得機構債の債券など）に表示されるべき権利
- 投資信託又は外国投資信託の受益権
- 貸付信託の受益権
- 特定目的信託の受益権
- 外国又は外国法人の発行する債券（新株予約権付社債券の性質を有するものを除く）に表示されるべき権利